# Polizeiruf 110: Samstags, wenn Krieg ist
Samstags, wenn Krieg ist, ist ein deutscher Kriminalfilm von Roland Suso Richter aus dem Jahr 1994. Der vom SDR produzierte Fernsehfilm erschien als 163. Folge der Filmreihe Polizeiruf 110 und ist die einzige Folge, die für die Fernsehausstrahlung mehrere Jahre gesperrt war.

## Handlung
Siggi Schmidtmüller arbeitet wie die junge Renate Kroll in einer Bäckerei in der Kleinstadt Ichtenheim. Er schlägt ihre Einladung zu einer Feier beim Italiener Gino ab, da er abends bereits andere Pläne habe. Siggi gehört zu einer rechtsextremen Skinhead-Gruppierung um den gewalttätigen Wolf Kleinhaupt. Am Abend zieht die Gruppe zum jüdischen Friedhof der Stadt, zerschlägt und besprüht Grabsteine und entzündet ein Feuer in der Form eines Hakenkreuzes. Dabei werden sie von Siggis Bruder Yogi beobachtet, der seit einem Unfall geistig schwer behindert ist und nicht sprechen kann. Yogi reagiert verstört und rennt davon, bevor Siggi, der am Abend eigentlich auf ihn aufpassen sollte, ihn beruhigen kann. Die Gruppe kehrt abends in ihr Stammlokal ein. Wolf ist unruhig – er kann nicht akzeptieren, dass Renate sich kürzlich von ihm getrennt hat, und versucht vergeblich, sie zu kontaktieren. Er fährt zu Gino und beobachtet Renate, die mit dem jungen Italiener tanzt und ihn küsst. Als Renate nachts allein mit dem Fahrrad nach Hause fährt, bricht Wolf in Ginos Wagen ein und fährt ihr hinterher. Er zerrt sie an einer Bushaltestelle in den Wagen und folgt ihr, als sie in einem Waldstück aus dem Wagen steigt und fliehen will. Rasend vor Eifersucht erwürgt er sie. Yogi, der in der Gegend umherirrte, beobachtet den Mord. Er wird von Wolf jedoch mit dem Tod bedroht, sollte er etwas verraten, wobei Yogi ihm im Handgemenge ein Abzeichen von der Kleidung reißt. Yogi muss Wolf helfen, den Wagen aus dem Waldstück zu manövrieren; Wolf stellt den Wagen unentdeckt in Ginos Hof ab, und Yogi wird von Siggi im Wald entdeckt und nach Hause gebracht.
Wolf verwischt seine Spuren und entsorgt seine Stiefel und Sachen, die er am Tattag trug. Wenig später trifft er sich mit seinen Mitstreitern an einem Steinbruch, wo sie eine Testsprengung durchführen. Zukünftig sollen so Asylantenheime angegriffen werden, um Ichtenheim „ausländerfrei“ zu machen. Kurz darauf erscheint ein weiteres Mitglied der Bande und berichtet, dass Renates Leiche gefunden wurde. Siggi ist sich sicher, dass Gino der Täter war, hatte er doch während seiner Suche nach Yogi sein Auto an der Haltestelle gesehen. Insgeheim befürchtet er jedoch, dass Yogi Renate umgebracht hat, da er seit dem Tattag unter anderem verstörende Bilder malt und Spielpuppen würgt.
Ermittlerin Vera Bilewski und ihr Assistent Heinz beginnen mit den Ermittlungen im Fall Renate. Vera Bilewski erhält Fotos von der Familie, auf denen Renate mit den Bandenmitgliedern zu sehen ist. Kurz darauf greift die Bande Ginos Restaurant an und zertrümmert die Einrichtung. Gino wird dabei verletzt und bedroht. Den Bandenmitgliedern gelingt die Flucht. Nur Siggi, der wie im Rausch die Einrichtung zerschlug, wird verhaftet. Vera Bilewski kann schnell eine Spur von dem Einbruch bei Gino und der Friedhofsschändung herstellen. Zwar sagt der Wirt aus, dass die Bande zum Zeitpunkt von Renates Ermordung in seiner Kneipe gesessen habe, aber auch, dass zuerst Wolf und später Siggi alleine gegangen seien. Eine Vernehmung Wolfs schlägt fehl, weil sich Vera Bilewski von Wolf provozieren lässt und handgreiflich wird.
Die Bande weiß, dass sie schon seit einiger Zeit beschattet wird, so wurde sie von Beamten während ihres Treffs am Steinbruch observiert. Sie stellt den Verfolgern eine Falle und schlägt die beiden Männer zusammen. So erkennt auch Vera Bilewski, dass das LKA die Bande observiert. Das LKA ist jedoch nicht an den rechtsradikalen Umtrieben interessiert, sondern ausschließlich an den Hintermännern, die die Bande mit Sprengstoff versorgt. Hausdurchsuchungen bei Wolf, Siggi und den anderen nach dem Sprengstoff bleiben erfolglos, da Wolf den Sprengstoff direkt beim Steinbruch deponiert hat. Als er den Stoff zu Siggi bringt, da dessen Räume bereits durchsucht wurden, reagiert Yogi bei seinem Anblick extrem panisch. Dies macht Siggi misstrauisch, der vermutet, dass Wolf seinem Bruder etwas angetan hat. Wolf erkennt, dass Yogi für ihn eine Gefahr darstellt. Vor einer erneuten Probe im Steinbruch deponiert Wolf unter Yogis Bett eine Sprengladung mit einer Zeitschaltuhr. Wenig später bringt Yogi an einer seiner Puppen Wolfs Abzeichen an. Er macht Siggi klar, dass Wolf der Mörder von Renate war, und der eilt zum Steinbruch, wobei Yogi ihm mit der als Spielzeug angesehenen Sprengstoffladung folgt.
Vera Bilewski hat Yogis Fingerabdrücke dem Tatort zuordnen können, doch ist er nicht in seiner Wohnung. Instinktiv schickt Vera Bilewski mehrere Einheiten zum Steinbruch und begibt sich selbst vor Ort. Hier bekämpfen sich Siggi und Wolf bereits, wobei Wolf versucht, Yogi den Mord anzulasten. Yogi erscheint mit der Sprengladung, die ihm aus der Hand fällt und explodiert. Yogi wird dabei schwer verletzt. Wolf wiederum kann Siggi überwältigen. Er will ihn mit einem Vorschlaghammer erschlagen. Vera Bilewski, die ihn vergeblich aufgefordert hat, die Waffe niederzulegen, erschießt ihn, bevor er Siggi töten kann. Siggi eilt zu Yogi und schließt ihn in seine Arme.

## Produktion
Samstags, wenn Krieg ist ist eine Verfilmung des gleichnamigen, 1994 erschienenen Romans von Klaus-Peter Wolf. Wolf verfasste das Drehbuch, während er noch am Roman arbeitete. Er schlug DEFA-Star Angelica Domröse als Kommissarin Vera Bilewski vor; auch für die zwei weiteren Bilewski-Polizeirufe verfasste Wolf das Drehbuch. Der spätere Polizeiruf-Ermittler („Markus Tellheim“) Felix Eitner war zum Zeitpunkt der Dreharbeiten noch Schauspielschüler an der Otto-Falckenberg-Schule in München. Die Darstellung des geistig behinderten Yogi, der nicht sprechen kann und sich über Blicke, Mimik und Gestik verständlich macht, fiel ihm nicht schwer, da er an der Pariser École de Théâtre Jacques Lecoq das Pantomimenspiel gelernt hatte. Die Filmkostüme schuf Aenne Plaumann, die Filmbauten stammen von Klaus-Peter Platten.
Der Film erlebte am 26. Juni 1994 auf dem Filmfest München seine Premiere. ARD zeigte den Film am 18. September 1994 erstmals im deutschen Fernsehen, wobei die Zuschauerbeteiligung bei 17,1 Prozent lag. Es war die 163. Folge der Filmreihe Polizeiruf 110. Kommissarin Vera Bilewski ermittelte in ihrem ersten von drei Fällen. Obwohl die Kleinstadt Ichtenheim fiktiv ist, legten Regisseur Roland Suso Richter und SDR-Redakteur Ulrich Bendele Wert darauf deutlichzumachen, dass es sich um eine westdeutsche Kleinstadt handelt.
Samstags, wenn Krieg ist lief mehrfach im Fernsehen und wurde letztmals am 20. Februar 2002 im SWR ausgestrahlt. In einer offiziellen Mitteilung gab der SWR am 27. Dezember 2006 bekannt, dass der Film „wegen der missverständlich aufgenommenen Darstellung von Gewalt […] bis auf weiteres nicht wiederholt wird.“
Am 16. Januar 2016 erfolgte im SWR jedoch eine erneute Ausstrahlung der Folge.

## Kritik
„Die Arbeit der Kommissarin Vera Bilewski (Angelika Domröse) bildet in diesem ‚Polizeiruf‘-Fall nur einen Nebenstrang. Während die Polizistin im dunkeln stochert, wissen die Zuschauer als Zeugen des Mords schon lange, wer ihn begangen hat“, schrieb die Stuttgarter Zeitung. Auch die Süddeutsche Zeitung befand, dass der Film „in erster Linie eine Milieustudie [ist] und […] damit in der Tradition der Reihe [steht], die weniger die Kriminalisten als die Kriminellen im Auge hat.“ Während der Polizeiruf jedoch in den ersten 20 Minuten „großes Kino“ sei, gehe mit Bilewskis Auftritt auch das Tempo des Films verloren. Für die TV Spielfilm war es eine „aufwühlende, gut gespielte Milieustudie“.